# Institució Familiar d'Educació
Institució Familiar d'Educació (coneguda també com a Institució) és una institució educativa espanyola d'iniciativa privada, vinculada al l'Opus Dei, que compta amb 13 col·legis a Catalunya i Balears.

## Història
Les seves senyes d'identitat són la identitat cristiana, l'educació personalitzada i la separació per sexes del seu alumnat en les etapes de primària i secundària. Actualment no en tots el seus col·legis l'educació es diferencida per sexes.
Institució Familiar d'Educació es va constituir l'any 1969 per iniciativa d'un grup de famílies amb la finalitat de promoure i gestionar col·legis arreu de Catalunya que oferissin un model educatiu de qualitat, on es valorés les persones per damunt de tot. Els col·legis van ser promoguts per les famílies, perquè es partia del principi que és la família qui genuïnament educa. La majoria del seus centres son concertats, encara que en el últims anys han anat perdent el concerts.

## Centres
L'octubre de 1969 es va inaugurar el primer col·legi, La Farga a Sant Cugat del Vallès. Alhora, es van anar creant a altres ciutats de Catalunya grups promotors de famílies que sintonitzaven amb el projecte educatiu d'Institució i volien també per als seus fills aquest tipus d'ensenyament. Així, van sorgir Turó (1970) i Aura (1971) a Tarragona, La Vall (1972) a Bellaterra. L'any 1973 van obrir les portes Mestral i Montclar a Igualada i el 1976 ho va fer Les Alzines a Girona. Més endavant es va incorporar a Institució el col·legi Airina (1989) de Terrassa.
L'any 1999 va ser inaugurada l'Escola Infantil La Farga i es van incorporar al projecte d'Institució dos col·legis promoguts a Lleida per el grup educatiu: Fomento centros de enseñanza . Aquests dos col·legis Terraferma i Arabell van ser constituits en l'any 1967 i 1979 respectivament. Finalment al 2009 Aixa i Llaüt, dos col·legis recentment creats a Mallorca, van entrar a formar part d'Institució.

### Catalunya
- La Farga - 1969 (Sant Cugat del Vallès)
- Turó - 1970 (Tarragona)
- Aura - 1971 (Tarragona)
- La Vall - 1972 (Bellaterra)
- Mestral - 1973 (Igualada) i Montclar - 1973 (Igualada): Actualment Institució Igualada
- Les Alzines - 1976 (Girona)
- Airina - 1989 (Terrassa)
- Escola Infantil La Farga - 1999 (Valldoreix)
- Arabell - 1999 (Lleida)
- Terraferma - 1999 (Lleida)

### Balears
- Aixa - 2009 (Palma)
- Llaüt - 2009 (Palma)